# Koke Resurrección
Jorge Resurrección Merodio, mais conhecido como Koke (Madrid, 8 de janeiro de 1992), é um futebolista espanhol que atua como meia central e volante. Atualmente joga no Atlético de Madrid. É o recordista de partidas do clube colchonero.

## Carreira

### Atlético de Madrid
Formado nas categorias de base do Atlético de Madrid, Koke estreou como profissional na temporada 2008–09 com a equipe B do clube, aos 16 anos. Na temporada 2009–10, estreou no primeiro time ao jogar apenas 11 minutos no Camp Nou, num jogo válido pela La Liga contra o Barcelona, que acabaria com o placar de 5 a 2 a favor do Barça.
No dia 6 de janeiro de 2011, Koke estreou na Copa do Rei substituindo Paulo Assunção no minuto 60 do jogo contra Espanyol. Este jogo terminou empatado em 1 a 1, e o Atlético se classificou para as quartas de final. No dia 3 de fevereiro de 2011, Koke renovou o seu contrato, que iria expirar em junho daquele ano, até junho de 2016.
No dia 26 de fevereiro de 2011, Koke anotou o seu primeiro gol como profissional na partida contra o Sevilla no Estádio Vicente Calderón e que terminaria empatado em dois gols, sendo que o gol de Koke foi o de empate em 1 a 1.
Na temporada 2011–12, em 25 de agosto fez sua estreia em competições europeias, na partida de volta da quarta rodada de qualificação da Europa League. Koke entrou aos 67 minutos da partida contra o Vitória de Guimarães, substituindo Mario Suárez. O jogo terminou com a vitória do Atlético de Madrid por 4 a 0, assegurando-lhes um lugar na fase de grupos da competição. No dia 9 de maio de 2012, ganhou o primeiro título de sua carreira ao conquistar a Liga Europa em Bucareste. Ele entrou em campo aos 89 minutos para participar na vitória do Atlético por 3–0 contra o Athletic Bilbao. No dia 9 de abril de 2014 Koke marcou um gol em cima do Barcelona, no Vicente Calderón, pela Liga dos Campeões. No dia 23 de abril de 2017, Koke assinou um contrato de extensão de seu vínculo com o Atléti até a metade de 2024, que, se cumprido, fará o jogador completar quase 25 anos de serviços prestados aos colchoneros, e se tornando o recordista de partidas pelo time madrilenho.

## Seleção Nacional
Participou de todas as categorias de base da Seleção Espanhola. Koke foi convocado para participar do Campeonato Europeu de Futebol Sub-17 em 2009 e Sub-19 em 2010, no qual o time espanhol foi vice-campeão. Em 29 de junho de 2011, ele foi convocado para a Campeonato Mundial de Futebol Sub-20 na Colômbia, onde o time espanhol seria eliminado nas quartas de final para o Brasil. O jogo terminou empatado em 2 a 2 e o Brasil se classificou nos pênaltis.
Disputou os Jogos Olímpicos de Verão de 2012. Junto com a equipe olímpica, estreou no dia 28 de fevereiro de 2012, num amistoso contra o Egito anotando o segundo gol do time, de pênalti, que terminou com a vitória espanhola por 3 a 1.
Foi convocado para disputar as Copas de 2014, 2018 e 2022.

## Vida pessoal
Ele é primo do lateral-esquerdo Fran García, que atualmente joga no Real Madrid.

## Títulos
Atlético de Madrid
- Liga Europa da UEFA: 2011–12 e 2017–18
- Supercopa da UEFA: 2012 e 2018
- Copa do Rei: 2012–13
- La Liga: 2013–14 e 2020–21
- Supercopa da Espanha: 2014

Seleção Espanhola Sub-21
- Eurocopa Sub-21: 2013

### Prêmios individuais
- Equipe do torneio do Campeonato Europeu Sub-21 de 2013
- 41º melhor jogador do ano de 2016 (The Guardian)[9]
- 53º melhor jogador do ano de 2016 (Marca)[10]